# 6223 Dahl

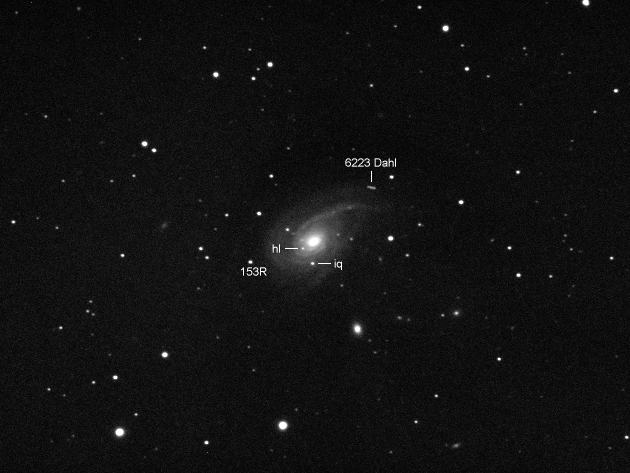
6223 Dahl

6223 Dahl eller 1980 RD1 är en asteroid i huvudbältet som upptäcktes den 3 september 1980 av den tjeckiske astronomen Antonín Mrkos vid Kleť-observatoriet i Tjeckien. Den är uppkallad efter den brittiske författaren Roald Dahl.
Asteroiden har en diameter på ungefär 19 kilometer.